# Microconops similis
Microconops similis är en tvåvingeart som beskrevs av Krober 1940. Microconops similis ingår i släktet Microconops och familjen stekelflugor. Inga underarter finns listade i Catalogue of Life.